# Rachael Sporn
Rachael Pamela Sporn (Murrayville, 26 maggio 1968) è un'ex cestista australiana, professionista nella WNBA.

## Carriera
È stata selezionata dalle Detroit Shock al secondo giro del Draft WNBA 1998 (14ª scelta assoluta).
Con l'Australia ha disputato tre edizioni dei Giochi olimpici (Atlanta 1996, Sydney 2000, Atene 2004) e tre dei Campionati mondiali (1990, 1994, 1998).